# Letky
Letky (německy Letek) jsou jižní část města Libčice nad Vltavou v okrese Praha-západ, na levém břehu Vltavy. Před rokem 1924 byly samostatnou obcí.

## Historie
První písemná zmínka o Letkách je z roku 1052 ze zakládací listiny kostela svatého Václava ve Staré Boleslavi z dob vlády Břetislava I. Letky často měnily své majitele. Mezi vlastníky patřili např. řád johanitů, Zdeněk z Letek, Vilém z Hasenburka, Jan z Holubic a další. Roku 1568 prodali bratři Jan, Václav a Karel Vlkovi z Kvítkova Letky i s tvrzí Zikmundovi Kropáčovi z Krymlova. Když roku 1638 prodal Letky Jan Kropáč Alžbětě Častolarové, byla již tvrz zpustlá a dnes není známo kde stávala, žádné její zbytky se nedochovaly. Od roku 1666 až do zrušení řádu vlastnila Letky jezuitská kolej v Praze.
Roku 1903 vznikla v obci továrna Froreich a spol. na výrobu obvazů a lékárnických potřeb. Od roku 1919 zde sídlila firma Petana, která vyráběla mazadla a krémy. Dále se zde vyráběly barvy a laky, plasty, sluchátka, hasicí přístroje a za německé okupace zamlžovací přístroje k válečným účelům. V 50. letech 20. století zde sídlily Pražské cihelny n.p. (základní závod), který sdružoval znárodněné pražské cihelny v Sedlci (cihelna Antonín Herget), na Proseku, v Pakoměřicích, na Jenerálce a v Radlicích.

## Původ jména
Jméno Letky pochází ze staročeského názvu hmyzu, který se hojně vyskytoval v těchto místech povodí Vltavy.